# Hunsrückquerbahn
| Streckenabschnitt zwischen Nannhausen und Simmern (2006) |                      |                                      |                                      |
| |                      |                                      |                                      |
| Streckennummer (DB): | 3021                 |                                      |                                      |
| Kursbuchstrecke (DB): | 607 (1984)           |                                      |                                      |
| Kursbuchstrecke: | 271k (1946)          |                                      |                                      |
| Streckenlänge: | 110,4 km             |                                      |                                      |
| Spurweite: | 1435 mm (Normalspur) |                                      |                                      |
| Streckenklasse: | CE                   |                                      |                                      |
| Streckengeschwindigkeit: | 50 km/h              |                                      |                                      |
| |                      |                                      |                                      |
| \| \| \| Nahetalbahn von Bingen \| \| \| \| 0,000 \| Langenlonsheim \| 92,7 m ü. NN \| \| \| \| (Oktober 1941–Februar 1943) \| \| \| \| \| Nahetalbahn nach Bad Kreuznach \| \| \| \| \| \| \| \| \| 1,900 \| Kloningersmühle \| Kloningersmühle \| \| \| 6,035 \| Heddesheim (Nahe) \| 147,9 m ü. NN \| \| \| \| Hahnenbach \| \| \| \| 8,700 \| Windesheim \| Windesheim \| \| \| \| Guldenbach \| \| \| \| 11,680 \| Schweppenhausen (Anst, ex Hp) \| Schweppenhausen (Anst, ex Hp) \| \| \| 14,920 \| Stromberg (Hunsrück) \| 234,3 m ü. NN \| \| \| 18,220 \| Stromberger Neuhütte \| Stromberger Neuhütte \| \| \| 22,400 \| Rheinböllerhütte \| Rheinböllerhütte \| \| \| 22,400 \| Tunnel Rheinböllerhütte (23 m) \| Tunnel Rheinböllerhütte (23 m) \| \| \| 23,800 \| Rheinböllen \| 383,2 m ü. NN \| \| \| 27,242 \| ehm. US-Militär Anschlussgleis \| ehm. US-Militär Anschlussgleis \| \| \| 27,480 \| Ellern \| Ellern \| \| \| 30,900 \| Argenthal \| Argenthal \| \| \| 31,500 \| B 50 \| B 50 \| \| \| \| von Gemünden (Hunsrück) \| \| \| \| 37,751 \| Simmern \| 351,2 m ü. NN \| \| \| \| Hunsrückbahn nach Boppard \| \| \| \| 41,200 \| Nannhausen \| Nannhausen \| \| \| 43,700 \| Unzenberg \| Unzenberg \| \| \| \| B 50 \| \| \| \| 47,920 \| Kirchberg (Hunsrück) \| 422,2 m ü. NN \| \| \| 48,471 \| B 421 \| B 421 \| \| \| \| Kyrbach (Nieder Kostenzer Viadukt) \| \| \| \| 51,200 \| Nieder Kostenz \| Nieder Kostenz \| \| \| 53,900 \| Niedersohren \| Niedersohren \| \| \| 57,500 \| Sohren \| Sohren \| \| \| 59,900 \| Büchenbeuren \| 455,5 m ü. NN \| \| \| 60,4 \| Beginn Abzweigstrecke \| Beginn Abzweigstrecke \| \| \| 61,5 \| B 50 \| B 50 \| \| \| 61,8 \| ehm. US-Militär Anschlussgleis \| ehm. US-Militär Anschlussgleis \| \| \| 62,0 \| Flughafen Hahn \| Flughafen Hahn \| \| \| \| \| \| \| \| 62,2 \| Wahlenau \| Wahlenau \| \| \| 63,9 \| Hirschfeld (Hunsrück) \| Hirschfeld (Hunsrück) \| \| \| 67,8 \| Hochscheid \| Hochscheid \| \| \| 70,8 \| Zolleiche (Archäologiepark Belginum) \| Zolleiche (Archäologiepark Belginum) \| \| \| 72,6 \| Hinzerath \| Hinzerath \| \| \| 76,9 \| Bischofsdhron \| Bischofsdhron \| \| \| 78,9 \| Morbach \| 484,7 m ü. NN \| \| \| 83,9 \| Hoxel \| Hoxel \| \| \| \| Hoxeler Viadukt (160 m) \| \| \| \| 87,6 \| Hoxeler Tunnel (240 m) \| Hoxeler Tunnel (240 m) \| \| \| \| Deuselbacher Viadukt (86 m) \| \| \| \| 89,7 \| Deuselbach \| Deuselbach \| \| \| 94,1 \| Thalfang \| 439,6 m ü. NN \| \| \| 97,6 \| Dhronecken \| Dhronecken \| \| \| 99,3 \| Geisfeld \| Geisfeld \| \| \| \| Rascheider Viadukt (80m) \| \| \| \| 101,3 \| Rascheid \| Rascheid \| \| \| 105,3 \| Pölert \| Pölert \| \| \| \| Hochwaldbahn von Trier \| \| \| \| 110,4 \| Hermeskeil \| 476,6 m ü. NN \| \| \| \| Hochwaldbahn nach Türkismühle \| \| |                      |                                      |                                      |
| |                      | Nahetalbahn von Bingen               |                                      |
| Bahnhof | 0,000                | Langenlonsheim                       | 92,7 m ü. NN                         |
| Verschwenkung von links · Verschwenkung von rechts (Strecke außer Betrieb) |                      | (Oktober 1941–Februar 1943)          | (Oktober 1941–Februar 1943)          |
| Abzweig geradeaus und nach links · Kreuzung geradeaus oben (Strecke geradeaus außer Betrieb) |                      | Nahetalbahn nach Bad Kreuznach       | Nahetalbahn nach Bad Kreuznach       |
| Verschwenkung nach links · Verschwenkung nach rechts (Strecke außer Betrieb) |                      |                                      |                                      |
| ehemaliger Haltepunkt / Haltestelle | 1,900                | Kloningersmühle                      | Kloningersmühle                      |
| ehemaliger Haltepunkt / Haltestelle | 6,035                | Heddesheim (Nahe)                    | 147,9 m ü. NN                        |
| Brücke über Wasserlauf |                      | Hahnenbach                           | Hahnenbach                           |
| ehemaliger Haltepunkt / Haltestelle | 8,700                | Windesheim                           | Windesheim                           |
| Brücke über Wasserlauf |                      | Guldenbach                           | Guldenbach                           |
| Blockstelle | 11,680               | Schweppenhausen (Anst, ex Hp)        | Schweppenhausen (Anst, ex Hp)        |
| Bahnhof | 14,920               | Stromberg (Hunsrück)                 | 234,3 m ü. NN                        |
| ehemaliger Haltepunkt / Haltestelle | 18,220               | Stromberger Neuhütte                 | Stromberger Neuhütte                 |
| ehemaliger Haltepunkt / Haltestelle | 22,400               | Rheinböllerhütte                     | Rheinböllerhütte                     |
| Tunnel | 22,400               | Tunnel Rheinböllerhütte (23 m)       | Tunnel Rheinböllerhütte (23 m)       |
| ehemaliger Haltepunkt / Haltestelle | 23,800               | Rheinböllen                          | 383,2 m ü. NN                        |
| Abzweig geradeaus und ehemals von links | 27,242               | ehm. US-Militär Anschlussgleis       | ehm. US-Militär Anschlussgleis       |
| Dienststation / Betriebs- oder Güterbahnhof | 27,480               | Ellern                               | Ellern                               |
| ehemaliger Haltepunkt / Haltestelle | 30,900               | Argenthal                            | Argenthal                            |
| Brücke | 31,500               | B 50                                 | B 50                                 |
| Abzweig geradeaus und ehemals von links |                      | von Gemünden (Hunsrück)              | von Gemünden (Hunsrück)              |
| Dienststation / Betriebs- oder Güterbahnhof | 37,751               | Simmern                              | 351,2 m ü. NN                        |
| Abzweig geradeaus und ehemals nach rechts |                      | Hunsrückbahn nach Boppard            | Hunsrückbahn nach Boppard            |
| ehemaliger Haltepunkt / Haltestelle | 41,200               | Nannhausen                           | Nannhausen                           |
| ehemaliger Haltepunkt / Haltestelle | 43,700               | Unzenberg                            | Unzenberg                            |
| Strecke mit Straßenbrücke |                      | B 50                                 | B 50                                 |
| Dienststation / Betriebs- oder Güterbahnhof | 47,920               | Kirchberg (Hunsrück)                 | 422,2 m ü. NN                        |
| Strecke mit Straßenbrücke | 48,471               | B 421                                | B 421                                |
| Brücke über Wasserlauf |                      | Kyrbach (Nieder Kostenzer Viadukt)   | Kyrbach (Nieder Kostenzer Viadukt)   |
| ehemaliger Bahnhof | 51,200               | Nieder Kostenz                       | Nieder Kostenz                       |
| ehemaliger Bahnhof | 53,900               | Niedersohren                         | Niedersohren                         |
| ehemaliger Bahnhof | 57,500               | Sohren                               | Sohren                               |
| Dienststation / Betriebs- oder Güterbahnhof | 59,900               | Büchenbeuren                         | 455,5 m ü. NN                        |
| Verschwenkung von links (Strecke außer Betrieb) · Verschwenkung von rechts | 60,4                 | Beginn Abzweigstrecke                | Beginn Abzweigstrecke                |
| Brücke (Strecke außer Betrieb) · Strecke | 61,5                 | B 50                                 | B 50                                 |
| Abzweig geradeaus und nach rechts (Strecke außer Betrieb) · Strecke | 61,8                 | ehm. US-Militär Anschlussgleis       | ehm. US-Militär Anschlussgleis       |
| Strecke | 62,0                 | Flughafen Hahn                       | Flughafen Hahn                       |
| Verschwenkung nach rechts |                      |                                      |                                      |
| ehemaliger Haltepunkt / Haltestelle | 62,2                 | Wahlenau                             | Wahlenau                             |
| ehemaliger Bahnhof | 63,9                 | Hirschfeld (Hunsrück)                | Hirschfeld (Hunsrück)                |
| ehemaliger Bahnhof | 67,8                 | Hochscheid                           | Hochscheid                           |
| Bahnhof | 70,8                 | Zolleiche (Archäologiepark Belginum) | Zolleiche (Archäologiepark Belginum) |
| ehemaliger Bahnhof | 72,6                 | Hinzerath                            | Hinzerath                            |
| ehemaliger Haltepunkt / Haltestelle | 76,9                 | Bischofsdhron                        | Bischofsdhron                        |
| Kopfbahnhof Strecke ab hier außer Betrieb | 78,9                 | Morbach                              | 484,7 m ü. NN                        |
| Bahnhof (Strecke außer Betrieb) | 83,9                 | Hoxel                                | Hoxel                                |
| |                      | Hoxeler Viadukt (160 m)              |                                      |
| Tunnel (Strecke außer Betrieb) | 87,6                 | Hoxeler Tunnel (240 m)               | Hoxeler Tunnel (240 m)               |
| Brücke (Strecke außer Betrieb) |                      | Deuselbacher Viadukt (86 m)          | Deuselbacher Viadukt (86 m)          |
| Bahnhof (Strecke außer Betrieb) | 89,7                 | Deuselbach                           | Deuselbach                           |
| Bahnhof (Strecke außer Betrieb) | 94,1                 | Thalfang                             | 439,6 m ü. NN                        |
| Bahnhof (Strecke außer Betrieb) | 97,6                 | Dhronecken                           | Dhronecken                           |
| Bahnhof (Strecke außer Betrieb) | 99,3                 | Geisfeld                             | Geisfeld                             |
| Brücke (Strecke außer Betrieb) |                      | Rascheider Viadukt (80m)             | Rascheider Viadukt (80m)             |
| Bahnhof (Strecke außer Betrieb) | 101,3                | Rascheid                             | Rascheid                             |
| Bahnhof (Strecke außer Betrieb) | 105,3                | Pölert                               | Pölert                               |
| Abzweig geradeaus und von rechts (Strecke außer Betrieb) |                      | Hochwaldbahn von Trier               | Hochwaldbahn von Trier               |
| Bahnhof (Strecke außer Betrieb) | 110,4                | Hermeskeil                           | 476,6 m ü. NN                        |
| |                      | Hochwaldbahn nach Türkismühle        |                                      |

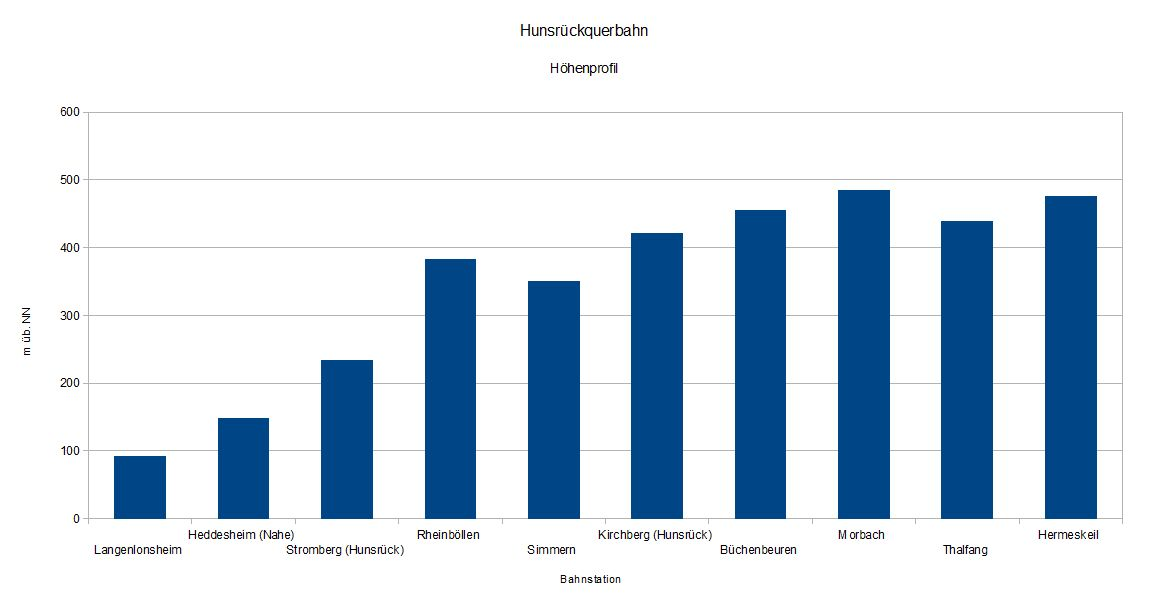
Höhenprofil

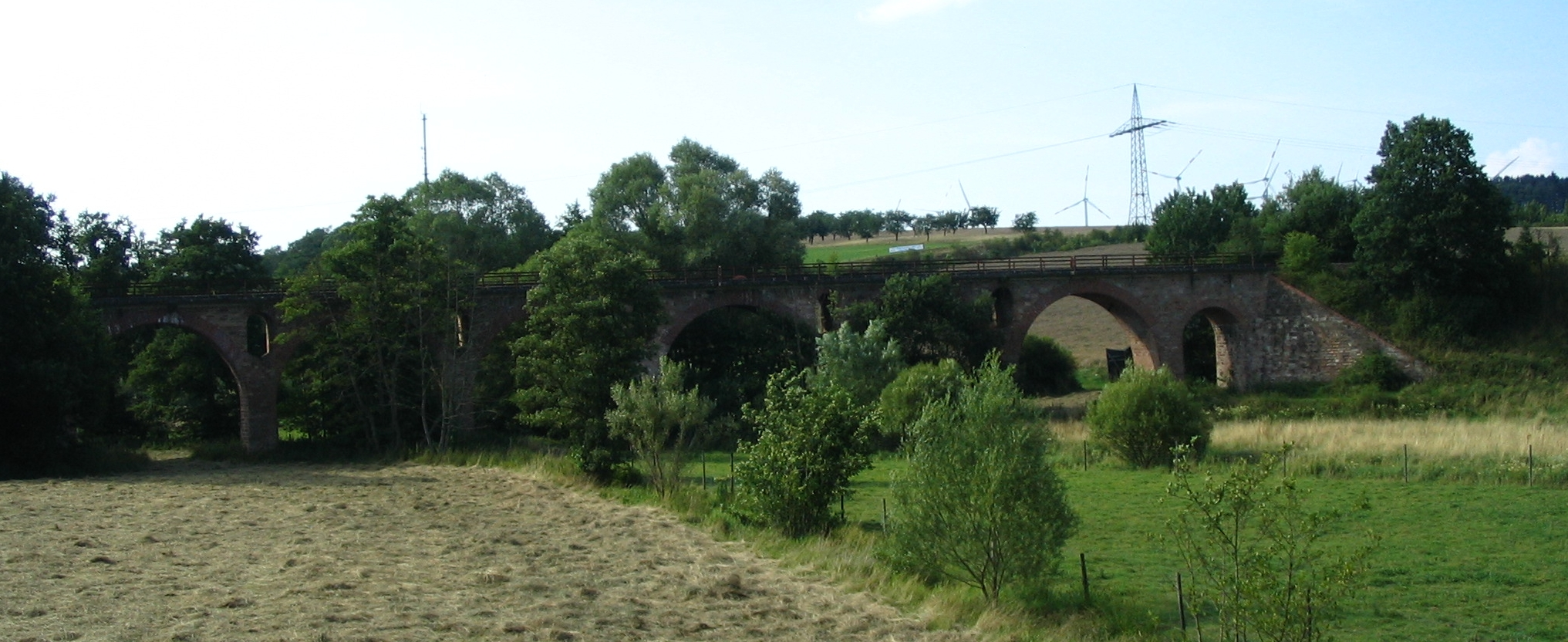
Viadukt der Hunsrückquerbahn bei Nieder Kostenz

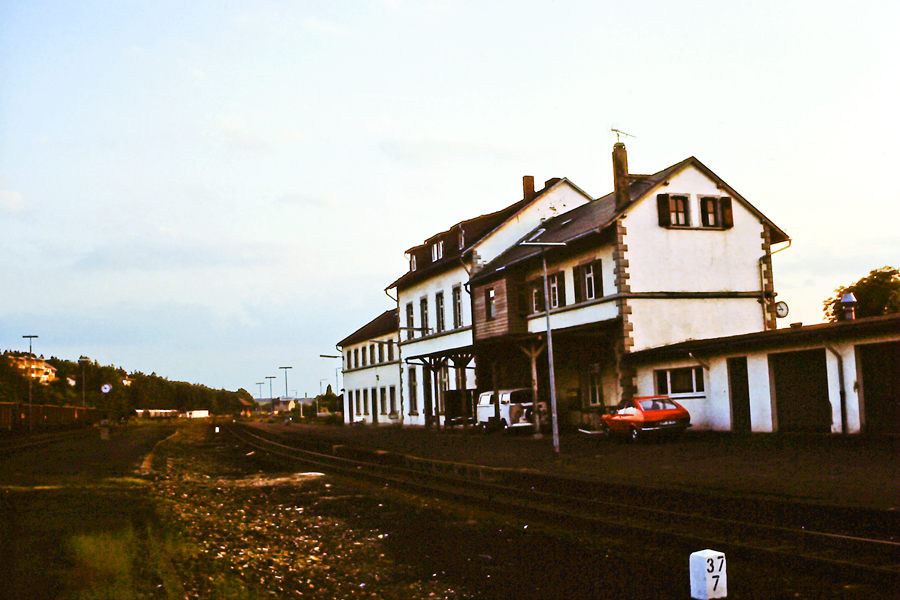
Bahnhof Simmern, 1986

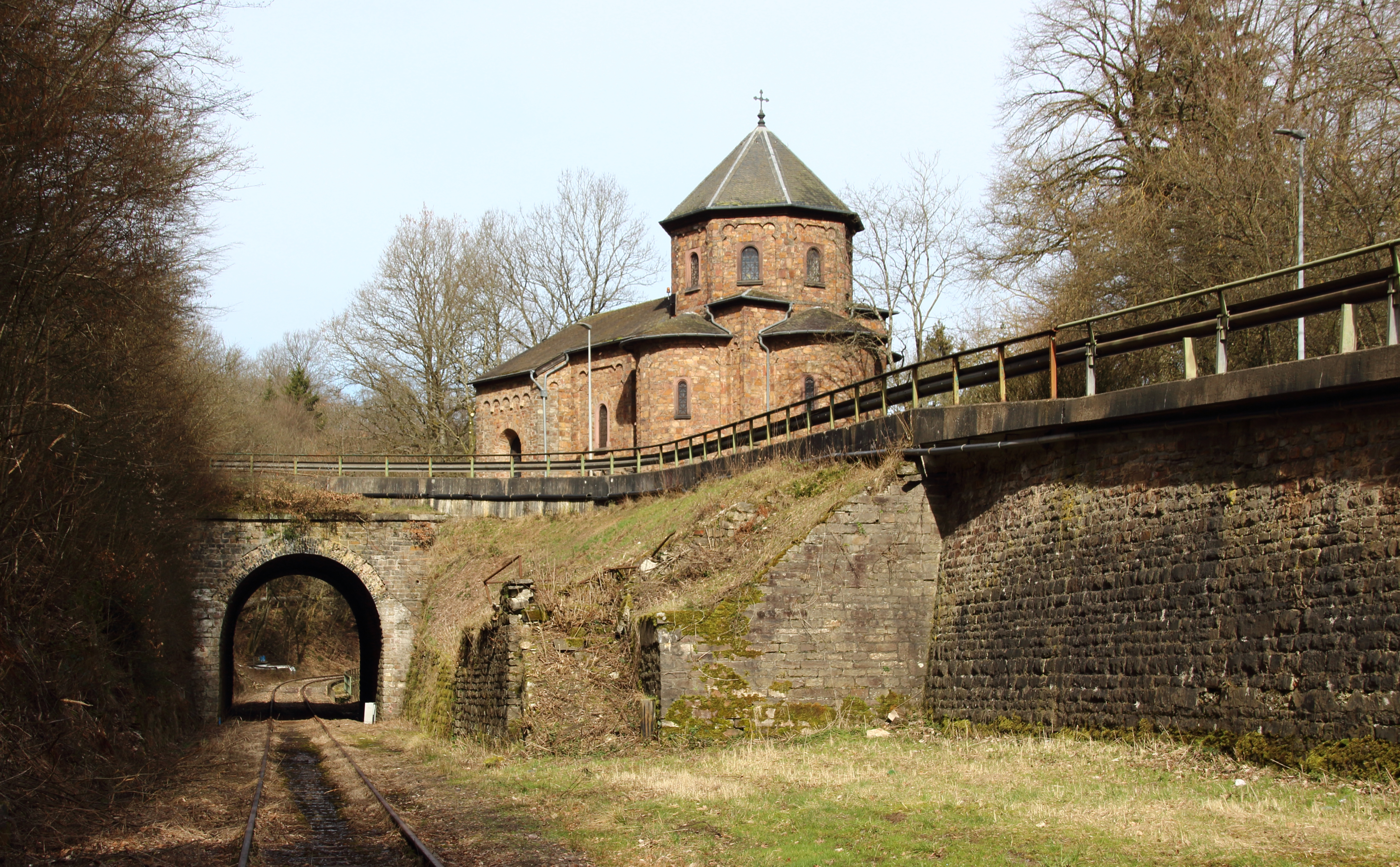
Ehemaliger Haltepunkt Rheinböllerhütte mit Tunnel

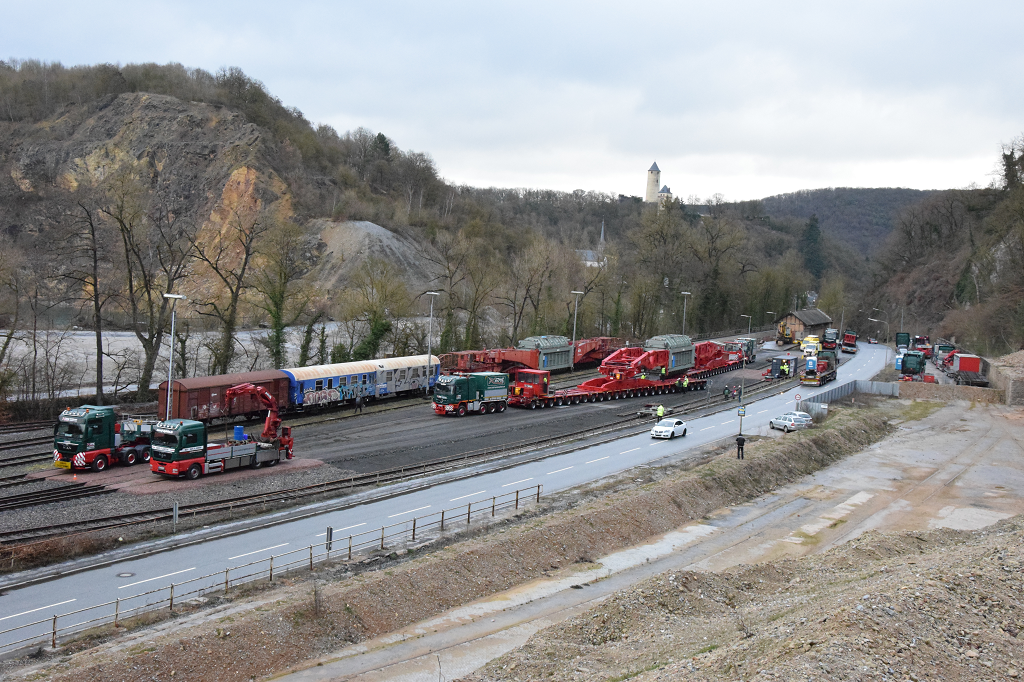
Transformatoren im Bahnhof Stromberg am 5. Januar 2019

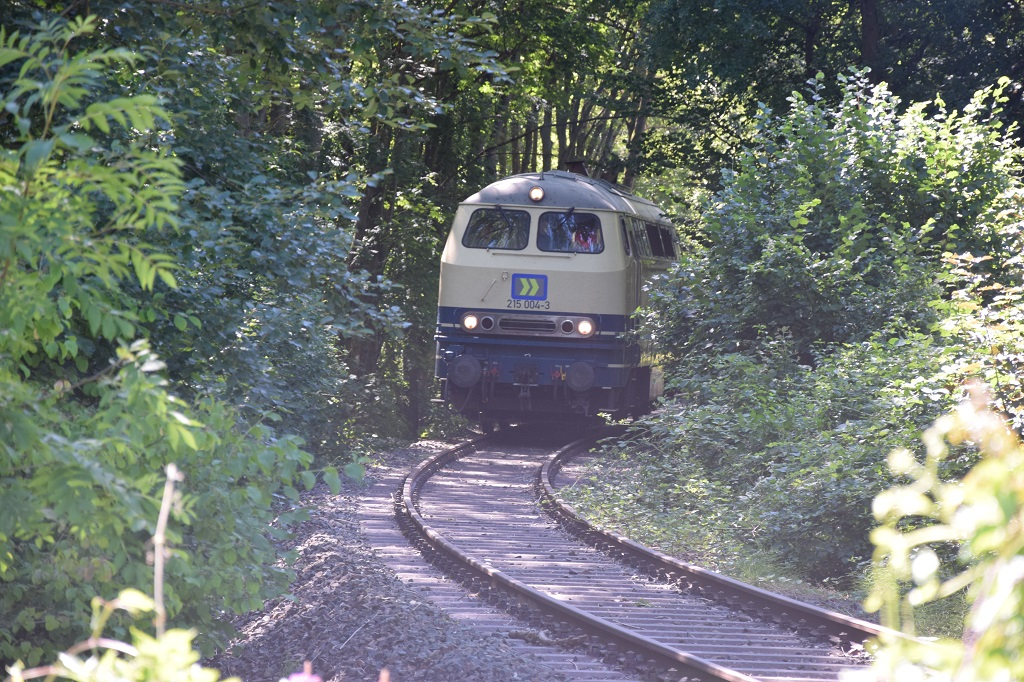
Lokomotive 215 004 am 31. Juli 2020 zwischen Schweppenhausen und Stromberg

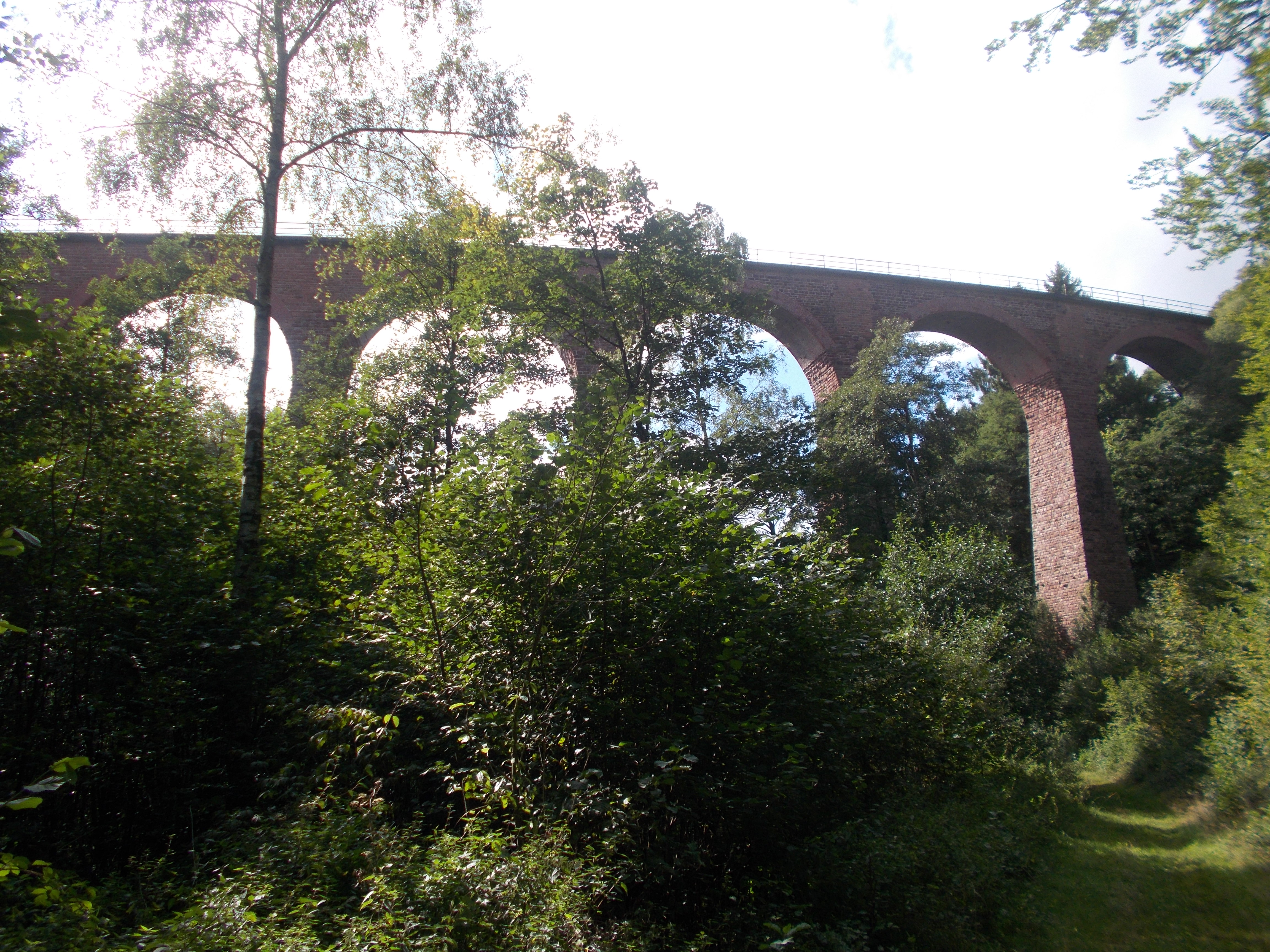
Hoxeler Viadukt

Die Hunsrückquerbahn ist eine Eisenbahnstrecke, die in Langenlonsheim von der Nahetalbahn abzweigt und über Simmern nach Hermeskeil führt. Zwischen Langenlonsheim und Stromberg fand bis zum 22. Juni 2010 Güterverkehr statt, der Rest der Strecke war bereits stillgelegt. In Hermeskeil trifft sie auf die abgebaute Hochwaldbahn Trier–Türkismühle.
Ursprünglich wurde diese Strecke als Hunsrückbahn bezeichnet. Nach Einstellung des Personenverkehrs (etappenweise zwischen 1976 und 1984) ging der Name aus Vermarktungsgründen auf die weiterhin im Personenverkehr betriebene Strecke Boppard–Emmelshausen über. Zur Unterscheidung wird die hier beschriebene Verbindung daher heute als Hunsrückquerbahn bezeichnet.

## Geschichte
Die Hunsrückquerbahn wurde etappenweise gebaut und eröffnet. Zum 1. April 1899 wurde eine Bauabteilung zum Bau der Strecken Simmern–Kastellaun und Simmern–Kirchberg eingerichtet.
Eröffnungsdaten:
- 6. Oktober 1899: Langenlonsheim–Simmern
- 15. Juli 1901: Simmern–Kirchberg (Hunsrück)[3]
- 15. Dezember 1902: Kirchberg (Hunsrück)–Morbach[4]
- 1. Oktober 1903: Morbach–Hermeskeil (Güterverkehr 1. November 1903). Von da an wurde ein planmäßiger Zugverkehr zwischen Langenlonsheim und Hermeskeil durchgeführt.

In Folge der Eröffnung des Streckenabschnitts Simmern–Kirchberg wurde in Simmern 1901 eine Bahnmeisterei eröffnet.
1941 erhielt die Strecke mit einer Brücke und einem zweiten Gleis eine kreuzungsfreie Einmündung in die Nahetalbahn südlich des Bahnhofs Langenlonsheim. Diese wurde aber schon zum 26. Februar 1943 wieder aufgegeben.
Durch den Zweiten Weltkrieg kam es zwischen 1945 und 1950 zur Unterbrechung der Strecke zwischen Morbach und Hermeskeil, nachdem im Februar 1945 die Viadukte bei Hoxel und Geisfeld gesprengt worden waren.
Zwischen 1952 und 1962 wurde der Streckenteil Simmern–Stromberg auf Zugleitbetrieb umgestellt. Die Strecke wurde in den Folgejahren besonders für den Holztransport genutzt. 1976 wurde der Personenverkehr Simmern–Hermeskeil eingestellt, 1984 folgte der Personenverkehr im Abschnitt Langenlonsheim–Simmern. Im Golfkrieg 1991 wurde die Strecke nochmals von Militärtransporten der US Army frequentiert.
Im Juni 1996 übernahm die Bahngesellschaft Waldhof zunächst den Güterverkehr auf der Strecke, im September 1998 auch die Betriebsführung. Am 11. Juli 1998 wurde das Teilstück Morbach–Hermeskeil stillgelegt, am 1. Juli 1999 folgte der Abschnitt Stromberg–Morbach. Zwischen 1998 und 2000 fuhren auf der Reststrecke nur noch unregelmäßig Güterzüge.
Nachdem im vorgenannten Abschnitt bei einer Begehung im April 2003 Sicherheitsmängel festgestellt worden waren, deren Beseitigung nach DB-Angaben etwa 165.000 Euro gekostet hätte, stellte das Unternehmen den Betrieb auf diesem Abschnitt ein. Das Eisenbahn-Bundesamt lehnte einen von der DB vorgebrachten Antrag auf Streckenstilllegung ab und erließ im Oktober 2003 einen Bescheid, in dem es die DB anwies, den Betrieb bis 30. November 2003 wieder aufzunehmen. Ein Widerspruch der DB Netz gegen diesen Bescheid wurde vom Verwaltungsgericht Koblenz verworfen. Die Betriebspflicht der Strecke, so das Gericht, stehe nicht unter dem Vorbehalt der wirtschaftlichen Rentabilität. Am 26. Februar 2004 hob das Oberverwaltungsgericht Koblenz dieses Urteil auf. Investitionen in eine Infrastruktur, bei der keine absehbare Nutzung bestehe, seien nicht zumutbar.
Nach einer Klage des Landes Rheinland-Pfalz 2007 gegen die Deutsche Bahn musste die Strecke wieder freigegeben werden.
Die DGEG Bahnreisen GmbH veranstaltete am 2. April 2016 eine durch die Eifelbahn Verkehrsgesellschaft mbH durchgeführte Fahrt mit Triebwagen der Baureihe 796 von Langenlonsheim bis Kirchberg. Nach vorherigem umfangreichen Freischnitt schien die Strecke befahrbar zu sein.

### Touristikbahn Büchenbeuren–Hermeskeil (2009–2013)
Die Hochwaldbahn-Gruppe pachtete mit Wirkung vom 1. September 2008 die Strecke von Büchenbeuren bis Hermeskeil.
Von Oktober 2008 bis Oktober 2013 fanden auf dem 50 Kilometer langen Abschnitt Büchenbeuren–Hermeskeil Reaktivierungsarbeiten durch die HWB Verkehrsgesellschaft und den Förderverein Hunsrückbahn statt. 2009 startete auf dem Teilstück Büchenbeuren–Morbach der Touristikbahnbetrieb mit Schienenbussen der Baureihe VT 98. Die Anbindung an das übrige Schienennetz erfolgte über die ebenfalls von der Hochwaldbahn-Gruppe betriebene Strecke Hermeskeil–Türkismühle. Im Jahr 2013 gab es während der letzten Fahrsaison vom 1. Mai bis 31. Oktober ein regelmäßiges Angebot; im Juli und August 2013 fuhren jeden Dienstag, Donnerstag und Sonntag laut Fahrplan fünf Zugpaare. Am 24. August, 3. Oktober und 7. Dezember fanden themenbezogene Sonderfahrtage statt. Die geplante Reaktivierung der Reststrecke Hermeskeil–Morbach fand wegen anstehender Investitionen und Finanzproblemen der Hochwaldbahn-Gruppe nicht statt. Dies betraf auch den östlich anschließenden Abschnitt Morbach–Büchenbeuren, der folglich am 17. Oktober 2014 stillgelegt wurde. Schließlich wurde der gesamte Abschnitt Büchenbeuren–Hermeskeil Ende 2014 wieder an DB Netz zurückgegeben. Damit ruht der Touristikverkehr auf unbestimmte Zeit.

## Geplanter Wiederbetrieb Langenlonsheim–Flughafen Hahn im Personenverkehr (seit 2005)
Nachdem 2001 die rheinland-pfälzische Landesregierung der Deutschen Bahn vorgeworfen hatte, die Reaktivierung der Strecke durch den Pächter der Strecke, die RP-Eisenbahn (RPE) zu behindern, hatten die Deutsche Bahn und das rheinland-pfälzische Verkehrsministerium am 23. September 2005 bekannt gegeben, dass die Strecke zur Erschließung des Flughafens Frankfurt-Hahn (Abzweig Büchenbeuren) im Personenverkehr reaktiviert werden sollte. Damit sollte insbesondere die Anbindung an das Rhein-Main-Gebiet verbessert werden. Bis zur Reaktivierung war die Anbindung an den öffentlichen Verkehr mit Fernlinienbussen gewährleistet.
Eine Inbetriebnahme war ursprünglich für das Jahr 2010 geplant. Dabei war vorgesehen, stündlich einen Regional-Express (RE) zwischen Mainz und dem Flughafen Hahn sowie alle zwei Stunden eine Regionalbahn ab Bingen am Rhein verkehren zu lassen.
Am 5. Juli 2007 unterzeichnete der rheinland-pfälzische Verkehrsminister Hendrik Hering eine Planungsvereinbarung mit DB Netz zur Reaktivierung der Strecke. Dabei sagte Hering, dass der bislang für das Jahr 2010 geplante Start der Verbindung „nicht umsetzbar“ sein werde. Als Grund nannte er die Notwendigkeit von umfassenden Baumaßnahmen entlang der 62 Kilometer langen Strecke, die in Teilstücken zweigleisig ausgebaut werden sollte. Darüber hinaus werde sich das Projekt erheblich verteuern. Sahen ursprüngliche Planungen noch Kosten von 62 Millionen Euro vor, werde man voraussichtlich rund 85 Millionen Euro investieren müssen. Der Bauherr DB Netz stellt sich auf mehrjährige Ertüchtigungsarbeiten ein: Fast auf der ganzen Strecke müssten Schienen, Schwellen und Schotter erneuert werden. Die Anzahl der zurzeit rund 80 Bahnübergänge sollte auf die Hälfte reduziert werden. Geplant waren laut Bahn auch der Bau eines Fernbahnhofs und eines elektronischen Stellwerks. Bei dem gemeinsamen Treffen hätte man sich jedoch darauf verständigt, den Gesamtausbau in Angriff zu nehmen und nicht, wie zunächst geplant, in mehreren Stufen.
Die Entwurfsplanung, die von Verkehrsminister Hering und DB Netz im November 2009 präsentiert wurde, sah eine Inbetriebnahme der Strecke für den Dezember 2014 vor. Die Kostenschätzung für den Streckenausbau (ohne Bahnhofsumfeldgestaltung) lag bei 104 Millionen Euro. Die Strecke sollte in den Bereichen Simmern und Guldental-Heddesheim zwei zweigleisige, zusammen etwa vier Kilometer lange Begegnungsabschnitte erhalten. Die Reisezeit der zwischen Mainz und Hahn vorgesehenen RE-Linie sollte bei 90 Minuten (und ab Frankfurt bei 130 Minuten) liegen. Zwischenhalte waren in Langenlonsheim, Stromberg, Rheinböllen, Simmern und Kirchberg geplant.
Die Opposition im rheinland-pfälzischen Landtag kritisierte die für den RE vorgesehenen Fahrzeiten von 90 Minuten nach Mainz Hbf bzw. 130 Minuten nach Frankfurt Hbf als „nicht ausreichend attraktiv“ (zum Vergleich: eine Autofahrt zwischen Mainz-Innenstadt und Hahn dauert circa 60 Minuten, zwischen Frankfurt-Innenstadt und Hahn circa 90 Minuten). Durch den Ausbau der A 60 (Mainzer Ring) und der B 50 dürfte die Attraktivität der Straßenanbindung im Vergleich zur Schiene weiter steigen. Als wesentlichen Grund für die lange Bahnfahrzeit wurde der Verzicht auf die sogenannte Gensinger Spange angegeben. Die Realisierung einer solchen Streckenführung würde laut Opposition zu einer Zeitersparnis von 30 Minuten führen. Bei der Gensinger Spange handelt es sich um ein Verbindungsstück zwischen Nahetalbahn und Rheinhessenbahn auf Höhe der Gemeinden Gensingen und Langenlonsheim. Durch diese Maßnahme würde nicht nur der Schienenweg verkürzt, sondern auch der Halt und das Kopfmachen in Bingen am Rhein entfallen. Es wurde daher gefordert, die Spange in einer zweiten Ausbaustufe zu verwirklichen. Das Verkehrsministerium Rheinland-Pfalz verteidigte die Entscheidung mit der Begründung, die Zeitersparnis betrüge nur drei Minuten. Ferner würde die Spange die Kosten für das Projekt um weitere 30 Mio. € erhöhen und den Planungszeitraum auf Grund der lokalen Naturschutzgebiete weiter verlängern.
Die Wiederinbetriebnahme der Strecke bis zum Flughafen war sowohl im Koalitionsvertrag zwischen SPD und Bündnis 90/Die Grünen nach der Landtagswahl 2011 festgelegt als auch Teil des Rheinland-Pfalz-Taktes 2015. Zeitungsberichten von September 2011 zufolge bestand die Möglichkeit, dass sich die Reaktivierung der Hunsrückquerbahn von Langenlonsheim zum Flughafen Frankfurt-Hahn nicht nur bis 2018 verzögern, sondern möglicherweise ganz gestrichen werde. Dennoch kündigte Infrastrukturminister Roger Lewentz an, das Planungsverfahren fortzuführen. Dementsprechend wurde im Frühjahr 2013 mit der Durchführung der Planfeststellungsverfahren für die verschiedenen Abschnitte der Strecke begonnen. Die Fraktionsvorsitzenden von SPD und Bündnis 90/Die Grünen, Hendrik Hering und Daniel Köbler sowie der Sprecher des Landesverkehrsministeriums, Joachim Winkler, bekräftigten im Sommer 2013, dass an den Plänen zur Reaktivierung ab 2016, möglicherweise aber zunächst in Teilabschnitten, festgehalten werde. Auf eine ursprünglich vorgesehene Ausschreibung des Betriebs der Strecke als Teil des Dieselnetzes Südwest für den Zeitraum zwischen Dezember 2014 und 2037 wurde, auch perspektivisch, verzichtet.
Zur Senkung der Unterhaltungskosten plante DB Netz die Höchstgeschwindigkeit von 50 auf 10 bis 20 km/h zu reduzieren. Da dies eine erhebliche Kapazitätseinbuße bedeutet, wurde der Streckenabschnitt Langenlonsheim–Büchenbeuren Mitte November 2012 zur Übernahme durch andere Eisenbahninfrastrukturunternehmen ausgeschrieben.

### Entwicklungen seit 2015
Es wurde ein neues Planfeststellungsverfahren zur Reaktivierung durchgeführt. Der Schwerpunkt lag nun weniger auf der Anbindung des Flughafens, sondern mehr auf der generellen Erschließung des Hunsrücks, weswegen in der Planung zwei zusätzliche Unterwegshalte vorgesehen worden waren. Damit wurde für den östlichen Teil der Strecke auf einen wesentlichen Kritikpunkt aus den Anrainergemeinden eingegangen.
Beginnend am Flughafen Hahn war neben den bisher geplanten Stationen in Sohren, Kirchberg (Hunsrück), Simmern, Rheinböllen und Stromberg (Hunsrück) nun auch ein Halt in Windesheim und in Guldental vorgesehen, bevor die Strecke in die Nahetalbahn einfädelt. Die Nahverkehrszüge sollten dann mit Zwischenhalt in Langenlonsheim weiter nach Bingen Hauptbahnhof verkehren, wo ein Fahrtrichtungswechsel erfolgt. Anschließend werde über Ingelheim der Mainzer Hauptbahnhof erreicht.
Die Gensinger Spange wurde verworfen.
Nach einer Aussage des rheinland-pfälzischen Ministeriums für Wirtschaft, Verkehr, Landwirtschaft und Weinbau vom März 2018 befand sich die Reaktivierung der Hunsrückbahn „in der Planungsphase 4“. Aufgrund der Vielzahl von Einwendungen dauerte das Verfahren länger als ursprünglich angenommen und ein Planfeststellungsbeschluss wurde frühestens Ende 2018 erwartet.
Zwischen Dezember 2017 und Ende 2018 wurde die Strecke zwischen dem Bahnhof Langenlonsheim und Stromberg durch den Übertragungsnetzbetreiber Amprion instand gesetzt, um Transformatorentransporte nach Windesheim bzw. Stromberg durchzuführen. Hierzu wurden zwei Brücken in Stromberg komplett erneuert. Im Bahnhof Stromberg wurde zudem eine Trafoumladestelle errichtet. Am 26. Dezember 2018 sowie am 3. Januar 2019 wurden zwei Transformatorentransporte nach Stromberg durchgeführt.
Am 6. Juli 2020 berichtete die Rhein-Zeitung über einen ab Dezember 2020 geplanten Güterverkehr durch das schweizerische Bahnunternehmen Widmer Rail Services. Am 31. Juli und am 1. August 2020 befuhr das Bahnunternehmen die Strecke bis Büchenbeuren mit einer Diesellok der Baureihe 215. Am 4. Juni 2021 fand eine Probeverladung für Holz in Stromberg statt.
Die DB Netz sperrte im September 2020 die Strecke zwischen Langenlonsheim und Büchenbeuren, im Dezember 2020 wurde das Stück bis Stromberg wieder freigegeben.
Am 2. August 2021 schrieb die DB Netz AG die gesamte noch betriebene Strecke von Langenlonsheim bis Büchenbeuren auf der Grundlage von § 11 Allgemeines Eisenbahngesetz zur Übernahme durch ein anderes Eisenbahninfrastrukturunternehmen aus. Würde sich für diese Aufgabe weder ein Käufer noch ein Pächter finden, so sei mit der anschließenden Stilllegung zu rechnen. Die DB Netz AG begründete dies mit der Unwirtschaftlichkeit der weiteren Vorhaltung und veröffentlichte hierzu die folgenden Kenndaten der Abschnitte:
| von                       | bis                     | Länge     | Jährliche Erlöse | Jährliche Kosten | Bevorstehende Investitionen | Quelle     |
| ------------------------- | ----------------------- | --------- | ---------------- | ---------------- | --------------------------- | ---------- |
| Langenlonsheim (ausschl.) | Stromberg (einschl.)    | 16,364 km | 807,97 €         | 550.000,00 €     | 12.250.000,00 €             | DB Netz AG |
| Stromberg (ausschl.)      | Simmern (einschl.)      | 25,688 km | 1.170,72 €       | 585.000,00 €     | 23.080.000,00 €             | DB Netz AG |
| Simmern (ausschl.)        | Büchenbeuren (einschl.) | 24,082 km | 1.125,43 €       | 350.000,00 €     | 24.355.000,00 €             | DB Netz AG |

Die Bahn wurde aufgrund eines Gerichtsurteils des Verwaltungsgerichts Koblenz dazu verpflichtet, den Abschnitt zwischen Stromberg und Büchenbeuren instand zu setzen. Eine Klage der Bahn gegen die Instandsetzung wurde abgewiesen. Die notwendigen Arbeiten sollten 2024 durchgeführt werden, jedoch fand sich kein Auftragnehmer für diese Aufgabe. Nachdem auch bei einer zweiten Ausschreibung Mitte 2024 kein geeignetes Unternehmen gefunden werden konnte, soll der Auftrag 2025 erneut ausgeschrieben werden.
Die WRS war seit November 2022 häufiger mit Güterzügen zwischen Langenlonsheim und Stromberg unterwegs, nachdem sie neue Kunden akquiriert hatte. Nachdem die WRS Deutschland GmbH am 1. September 2023 das Insolvenzverfahren durchlaufen und den Betrieb eingestellt hat, ist es höchst unwahrscheinlich, dass künftig noch Güterzüge unter dem Label „WRS“ auf dieser Strecke verkehren werden. Die Muttergesellschaft, die WRS Widmer Rail Services AG Schweiz, welche zuvor auch für die Sicherheitsbescheinigungen und Bewilligungen der WRS Deutschland verantwortlich war, fokussiert sich verstärkt auf internationale Transporte in Zusammenhang mit der Schweiz.
Im Herbst 2023 wurde die Strecke umfangreich freigeschnitten. Ab Januar 2024 fanden größere Instandsetzungsarbeiten von Schienen, Schwellen, Schotter sowie Bahnübergängen, Unterführungen und Brücken entlang des Abschnittes von Langenlonsheim bis Büchenbeuren statt. Insbesondere wurde die Strecke von Bewuchs befreit und auf weitere Sanierungsarbeiten vorbereitet. Ziel war eine Ertüchtigung für die Nutzung durch Güterverkehr mit einer Geschwindigkeit von maximal 20 km/h.